# 23 Librae b
23 Librae b (23 Lib b) es un planeta extrasolar joviano que orbita la estrella 23 Librae. Dicha órbita se encuentra dentro de la zona de habitabilidad de la estrella, por lo que la temperatura del planeta supuestamente es similar a la de Venus. El planeta, que se halla aproximadamente a 83,7 años luz de la Tierra, en la constelación de Libra, fue descubierto en 1999 mediante el anásilis de la velocidad radial de su estrella padre.
Al año 2000, se sabe que la masa del planeta es de 1,6 a 34 veces la de Júpiter, lo cual sugiere que podría tratarse de una enana marrón sumamente tenue. El planeta orbita 23 Librae a una distancia promedio de 0,81 UA, es decir, una distancia similar a la que separa al Sol de un punto situado entre Venus y la Tierra.